# Challenge Desgrange-Colombo 1954
De Challenge Desgrange-Colombo 1954 was de zevende editie van dit regelmatigheidsklassement.
Er waren elf koersen die meetelden voor de Challenge Desgrange-Colombo: vier in België, drie in Frankrijk en Italië en één in Zwitserland. Renners moesten in elk van de organiserende landen (Frankrijk, Italië en België) aan minimaal één wedstrijd hebben meegedaan om in aanmerking te komen voor het eindklassement. Deelname aan de Ronde van Zwitserland was hiervoor niet verplicht.
Eindwinnaar was Ferdi Kübler, die eerder (in 1950 en 1952) ook al het eindklassement had gewonnen. De Zwitser wist wel geen enkele koers te winnen, maar een tweede plek in de Tour, alsmede podiumplekken in Parijs-Brussel, de Waalse Pijl en Luik-Bastenaken-Luik gaven Kübler voldoende punten om een ruime voorsprong te behalen op de nummer twee, Raymond Impanis, die zowel de Ronde van Vlaanderen als Parijs-Roubaix op zijn naam schreef. Het was voor het eerst sinds 1934 dat een renner deze dubbel wist te winnen.
Het landenklassement ging voor het eerst naar België, dat dit klassement ook de komende jaren zou gaan winnen. Zwitserland eindigde in het landenklassement op de vierde plek, met slechts 36 punten minder dan Frankrijk. Dit was het kleinste verschil tussen de nummer drie van de organiserende landen en de nummer vier.

## Wedstrijden
| Datum                  | Koers                        | Winnaar             |
| ---------------------- | ---------------------------- | ------------------- |
| 4 april                | Ronde van Vlaanderen (1954)  | Raymond Impanis     |
| 11 april               | Parijs-Roubaix (1954)        | Raymond Impanis     |
| 14 april               | Milaan-San Remo (1954)       | Rik Van Steenbergen |
| 25 april               | Parijs-Brussel (1954)        | Marcel Hendrickx    |
| 8 mei                  | Waalse Pijl (1954)           | Germain Derijcke    |
| 9 mei                  | Luik-Bastenaken-Luik (1954)  | Marcel Ernzer       |
| 21 mei–13 juni         | Ronde van Italië (1954)      | Carlo Clerici       |
| 8 juli–1 augustus      | Ronde van Frankrijk (1954)   | Louison Bobet       |
| 7 augustus–13 augustus | Ronde van Zwitserland (1954) | Pasquale Fornara    |
| 10 oktober             | Parijs-Tours (1954)          | Gilbert Scodeller   |
| 25 oktober             | Ronde van Lombardije (1954)  | Fausto Coppi        |

## Puntenverdeling
| Wedstrijd                      | 1e | 2e | 3e | 4e | 5e | 6e | 7e | 8e | 9e | 10e | 11e | 12e | 13e | 14e | 15e |
| ------------------------------ | -- | -- | -- | -- | -- | -- | -- | -- | -- | --- | --- | --- | --- | --- | --- |
| Rondes van Italië en Frankrijk | 40 | 34 | 30 | 26 | 22 | 20 | 18 | 16 | 14 | 12  | 10  | 8   | 6   | 4   | 2   |
| Overige wedstrijden            | 20 | 17 | 15 | 13 | 11 | 10 | 9  | 8  | 7  | 6   | 5   | 4   | 3   | 2   | 1   |

## Eindklassementen

### Individueel
| Plek | Renner           | Punten |
| ---- | ---------------- | ------ |
| 1    | Ferdi Kübler     | 94     |
| 2    | Raymond Impanis  | 66     |
| 3    | Louison Bobet    | 59     |
| 4    | Germain Derijcke | 52     |
| 5    | Stan Ockers      | 47     |
| 5    | Roger Decock     | 47     |
| 7    | Fiorenzo Magni   | 46     |
| 8    | Fritz Schär      | 44     |
| 9    | Hugo Koblet      | 38     |
| 9    | Agostino Coletto | 38     |

### Landen
Voor het landenklassement telden de punten van de beste vijf renners per koers mee.
| Plek | Land        | Punten |
| ---- | ----------- | ------ |
| 1    | België      | 463    |
| 2    | Italië      | 355    |
| 3    | Frankrijk   | 280    |
| 4    | Zwitserland | 244    |
| 5    | Luxemburg   | 31     |
| 6    | Nederland   | 26     |

1948 · 1949 · 1950 · 1951 · 1952 · 1953 · 1954 · 1955 · 1956 · 1957 · 1958